# Каптур, Всеволод Олегович
Все́волод Оле́гович Ка́птур (род. 23 июля 1984, СССР) — российский кинооператор.

## Биография
Родился 23 июля 1984 года. Является братом режиссёра Владислава Каптура.
В 2006 году окончил кинооператорский факультет Гуманитарного института телевидения и радиовещания им. М. А. Литовчина.

## Операторская работа

### Кино
- 2010 — «Дотянуться до мамы» (короткометражный)
- 2010 — «Планы на вечер» (короткометражный)
- 2010 — «Школа»[1] (телесериал)
- 2011 — «Золотые. Барвиха 2» (телесериал)
- 2011 — «Краткий курс счастливой жизни» (телесериал)
- 2012 — «Армагеддон» (короткометражный)
- 2012 — «Потерянный рай» (короткометражный)
- 2014 — «Да и да»
- 2014 — «Дубровский»
- 2014 — «Подъёмная сила» (короткометражный)
- 2015 — «BFF»
- 2016 — «Хардкор»
- 2019 — «Гранд-2» (телесериал)
- 2019 — «Коп» (телесериал)
- 2019 — «Большая поэзия»
- 2021 — «Лена и справедливость»
- 2021 —  «Портрет незнакомца»

### Другое
- 2013 — Рекламный ролик ТРК «Vegas»
- 2013 — Клип Славы на песню «Расскажи мне, мама»
- 2014 — Клип Лолиты на песню «На скотч»

## Награды и номинации
- 2011 — Премия за лучшую операторскую работу на кинофестивале студенческих и дебютных фильмов «Святая Анна» (совместно с Геннадием Медером) — «Дотянуться до мамы»[2]
- 2011 — Премия «Золотой Носорог» за лучшую операторскую работу (совместно с Геннадием Медером, Батыром Моргачёвым, Фёдором Ляссом) — «Школа»[3]